# تومي ماكغفرن
تومي ماكغفرن (بالإنجليزية: Tommy McGovern)‏ مواليد 5 فبراير 1924 في لندن، إنجلترا، هو ملاكم محترف بريطاني سابق صنّف ضمن فئة الوزن الخفيف.

## إحصائيات
خاض خلال مسيرته 67 نزالا، فاز في 46 وتعادل في 4 وخسر في 17. فاز بالضربة القاضية في 11 نزالا.

## روابط خارجية
- تومي ماكغفرن على موقع بوكس ريك (الإنجليزية) (registration required)